# Fabriciana taurica
Fabriciana taurica är en fjärilsart som beskrevs av Otto Staudinger 1879. Fabriciana taurica ingår i släktet Fabriciana och familjen praktfjärilar. Inga underarter finns listade i Catalogue of Life.